# Сахаров, Борис Андреевич
Бори́с Андре́евич Са́харов (15 [28] марта 1914, Санкт-Петербург — 12 апреля 1973, Москва) — советский шахматный композитор, химик и металлург; мастер спорта СССР (1968) и международный арбитр (1956) по шахматной композиции, член-корреспондент АН СССР; лауреат Ленинской премии (1964) и Государственной премии СССР.

## Биография
Борис Андреевич Сахаров родился в Санкт-Петербурге. Работал в Гиредмете с 1934 по 1936 годы.
В 1940 году окончил Московский институт тонкой химической технологии имени М. В. Ломоносова. С 1963 по 1973 годы — директор Гиредмета.
С 1965 по 1972 годы был председателем Центральной комиссии по шахматной композиции Шахматной федерации СССР.
С 1966 по 1973 — вице-президентом Постоянной комиссии ФИДЕ по шахматной композиции. 24 ноября 1970 года был избран членом-корреспондентом АН СССР.

## Вклад в науку

### В химию
Научные работы посвящены исследованию полупроводниковых материалов и металлов высокой чистоты.

### В шахматную теорию
С 1935 опубликовал свыше 50 этюдов (большая часть в соавторстве с Ан. Кузнецовым). Участник личных чемпионатов СССР, многих конкурсов, где удостоен 42 отличий, в том числе 24 призов (5 первых). Был последователем М. Либуркина. Стремился к тому, чтобы «этюд говорил сам за себя — своей позицией, игрой, идеей, красотой, ясностью впечатления…».

#### Задачи
|   | a | b | c | d | e | f | g | h |   |
| - | --- | --- | --- | --- | --- | --- | --- | --- | - |
| 8 | c6 чёрная пешка · g5 белый конь · a4 чёрный король · b4 белая пешка · h4 чёрная ладья · d3 белый король · b1 белая ладья | c6 чёрная пешка · g5 белый конь · a4 чёрный король · b4 белая пешка · h4 чёрная ладья · d3 белый король · b1 белая ладья | c6 чёрная пешка · g5 белый конь · a4 чёрный король · b4 белая пешка · h4 чёрная ладья · d3 белый король · b1 белая ладья | c6 чёрная пешка · g5 белый конь · a4 чёрный король · b4 белая пешка · h4 чёрная ладья · d3 белый король · b1 белая ладья | c6 чёрная пешка · g5 белый конь · a4 чёрный король · b4 белая пешка · h4 чёрная ладья · d3 белый король · b1 белая ладья | c6 чёрная пешка · g5 белый конь · a4 чёрный король · b4 белая пешка · h4 чёрная ладья · d3 белый король · b1 белая ладья | c6 чёрная пешка · g5 белый конь · a4 чёрный король · b4 белая пешка · h4 чёрная ладья · d3 белый король · b1 белая ладья | c6 чёрная пешка · g5 белый конь · a4 чёрный король · b4 белая пешка · h4 чёрная ладья · d3 белый король · b1 белая ладья | 8 |
| 7 | c6 чёрная пешка · g5 белый конь · a4 чёрный король · b4 белая пешка · h4 чёрная ладья · d3 белый король · b1 белая ладья | c6 чёрная пешка · g5 белый конь · a4 чёрный король · b4 белая пешка · h4 чёрная ладья · d3 белый король · b1 белая ладья | c6 чёрная пешка · g5 белый конь · a4 чёрный король · b4 белая пешка · h4 чёрная ладья · d3 белый король · b1 белая ладья | c6 чёрная пешка · g5 белый конь · a4 чёрный король · b4 белая пешка · h4 чёрная ладья · d3 белый король · b1 белая ладья | c6 чёрная пешка · g5 белый конь · a4 чёрный король · b4 белая пешка · h4 чёрная ладья · d3 белый король · b1 белая ладья | c6 чёрная пешка · g5 белый конь · a4 чёрный король · b4 белая пешка · h4 чёрная ладья · d3 белый король · b1 белая ладья | c6 чёрная пешка · g5 белый конь · a4 чёрный король · b4 белая пешка · h4 чёрная ладья · d3 белый король · b1 белая ладья | c6 чёрная пешка · g5 белый конь · a4 чёрный король · b4 белая пешка · h4 чёрная ладья · d3 белый король · b1 белая ладья | 7 |
| 6 | c6 чёрная пешка · g5 белый конь · a4 чёрный король · b4 белая пешка · h4 чёрная ладья · d3 белый король · b1 белая ладья | c6 чёрная пешка · g5 белый конь · a4 чёрный король · b4 белая пешка · h4 чёрная ладья · d3 белый король · b1 белая ладья | c6 чёрная пешка · g5 белый конь · a4 чёрный король · b4 белая пешка · h4 чёрная ладья · d3 белый король · b1 белая ладья | c6 чёрная пешка · g5 белый конь · a4 чёрный король · b4 белая пешка · h4 чёрная ладья · d3 белый король · b1 белая ладья | c6 чёрная пешка · g5 белый конь · a4 чёрный король · b4 белая пешка · h4 чёрная ладья · d3 белый король · b1 белая ладья | c6 чёрная пешка · g5 белый конь · a4 чёрный король · b4 белая пешка · h4 чёрная ладья · d3 белый король · b1 белая ладья | c6 чёрная пешка · g5 белый конь · a4 чёрный король · b4 белая пешка · h4 чёрная ладья · d3 белый король · b1 белая ладья | c6 чёрная пешка · g5 белый конь · a4 чёрный король · b4 белая пешка · h4 чёрная ладья · d3 белый король · b1 белая ладья | 6 |
| 5 | c6 чёрная пешка · g5 белый конь · a4 чёрный король · b4 белая пешка · h4 чёрная ладья · d3 белый король · b1 белая ладья | c6 чёрная пешка · g5 белый конь · a4 чёрный король · b4 белая пешка · h4 чёрная ладья · d3 белый король · b1 белая ладья | c6 чёрная пешка · g5 белый конь · a4 чёрный король · b4 белая пешка · h4 чёрная ладья · d3 белый король · b1 белая ладья | c6 чёрная пешка · g5 белый конь · a4 чёрный король · b4 белая пешка · h4 чёрная ладья · d3 белый король · b1 белая ладья | c6 чёрная пешка · g5 белый конь · a4 чёрный король · b4 белая пешка · h4 чёрная ладья · d3 белый король · b1 белая ладья | c6 чёрная пешка · g5 белый конь · a4 чёрный король · b4 белая пешка · h4 чёрная ладья · d3 белый король · b1 белая ладья | c6 чёрная пешка · g5 белый конь · a4 чёрный король · b4 белая пешка · h4 чёрная ладья · d3 белый король · b1 белая ладья | c6 чёрная пешка · g5 белый конь · a4 чёрный король · b4 белая пешка · h4 чёрная ладья · d3 белый король · b1 белая ладья | 5 |
| 4 | c6 чёрная пешка · g5 белый конь · a4 чёрный король · b4 белая пешка · h4 чёрная ладья · d3 белый король · b1 белая ладья | c6 чёрная пешка · g5 белый конь · a4 чёрный король · b4 белая пешка · h4 чёрная ладья · d3 белый король · b1 белая ладья | c6 чёрная пешка · g5 белый конь · a4 чёрный король · b4 белая пешка · h4 чёрная ладья · d3 белый король · b1 белая ладья | c6 чёрная пешка · g5 белый конь · a4 чёрный король · b4 белая пешка · h4 чёрная ладья · d3 белый король · b1 белая ладья | c6 чёрная пешка · g5 белый конь · a4 чёрный король · b4 белая пешка · h4 чёрная ладья · d3 белый король · b1 белая ладья | c6 чёрная пешка · g5 белый конь · a4 чёрный король · b4 белая пешка · h4 чёрная ладья · d3 белый король · b1 белая ладья | c6 чёрная пешка · g5 белый конь · a4 чёрный король · b4 белая пешка · h4 чёрная ладья · d3 белый король · b1 белая ладья | c6 чёрная пешка · g5 белый конь · a4 чёрный король · b4 белая пешка · h4 чёрная ладья · d3 белый король · b1 белая ладья | 4 |
| 3 | c6 чёрная пешка · g5 белый конь · a4 чёрный король · b4 белая пешка · h4 чёрная ладья · d3 белый король · b1 белая ладья | c6 чёрная пешка · g5 белый конь · a4 чёрный король · b4 белая пешка · h4 чёрная ладья · d3 белый король · b1 белая ладья | c6 чёрная пешка · g5 белый конь · a4 чёрный король · b4 белая пешка · h4 чёрная ладья · d3 белый король · b1 белая ладья | c6 чёрная пешка · g5 белый конь · a4 чёрный король · b4 белая пешка · h4 чёрная ладья · d3 белый король · b1 белая ладья | c6 чёрная пешка · g5 белый конь · a4 чёрный король · b4 белая пешка · h4 чёрная ладья · d3 белый король · b1 белая ладья | c6 чёрная пешка · g5 белый конь · a4 чёрный король · b4 белая пешка · h4 чёрная ладья · d3 белый король · b1 белая ладья | c6 чёрная пешка · g5 белый конь · a4 чёрный король · b4 белая пешка · h4 чёрная ладья · d3 белый король · b1 белая ладья | c6 чёрная пешка · g5 белый конь · a4 чёрный король · b4 белая пешка · h4 чёрная ладья · d3 белый король · b1 белая ладья | 3 |
| 2 | c6 чёрная пешка · g5 белый конь · a4 чёрный король · b4 белая пешка · h4 чёрная ладья · d3 белый король · b1 белая ладья | c6 чёрная пешка · g5 белый конь · a4 чёрный король · b4 белая пешка · h4 чёрная ладья · d3 белый король · b1 белая ладья | c6 чёрная пешка · g5 белый конь · a4 чёрный король · b4 белая пешка · h4 чёрная ладья · d3 белый король · b1 белая ладья | c6 чёрная пешка · g5 белый конь · a4 чёрный король · b4 белая пешка · h4 чёрная ладья · d3 белый король · b1 белая ладья | c6 чёрная пешка · g5 белый конь · a4 чёрный король · b4 белая пешка · h4 чёрная ладья · d3 белый король · b1 белая ладья | c6 чёрная пешка · g5 белый конь · a4 чёрный король · b4 белая пешка · h4 чёрная ладья · d3 белый король · b1 белая ладья | c6 чёрная пешка · g5 белый конь · a4 чёрный король · b4 белая пешка · h4 чёрная ладья · d3 белый король · b1 белая ладья | c6 чёрная пешка · g5 белый конь · a4 чёрный король · b4 белая пешка · h4 чёрная ладья · d3 белый король · b1 белая ладья | 2 |
| 1 | c6 чёрная пешка · g5 белый конь · a4 чёрный король · b4 белая пешка · h4 чёрная ладья · d3 белый король · b1 белая ладья | c6 чёрная пешка · g5 белый конь · a4 чёрный король · b4 белая пешка · h4 чёрная ладья · d3 белый король · b1 белая ладья | c6 чёрная пешка · g5 белый конь · a4 чёрный король · b4 белая пешка · h4 чёрная ладья · d3 белый король · b1 белая ладья | c6 чёрная пешка · g5 белый конь · a4 чёрный король · b4 белая пешка · h4 чёрная ладья · d3 белый король · b1 белая ладья | c6 чёрная пешка · g5 белый конь · a4 чёрный король · b4 белая пешка · h4 чёрная ладья · d3 белый король · b1 белая ладья | c6 чёрная пешка · g5 белый конь · a4 чёрный король · b4 белая пешка · h4 чёрная ладья · d3 белый король · b1 белая ладья | c6 чёрная пешка · g5 белый конь · a4 чёрный король · b4 белая пешка · h4 чёрная ладья · d3 белый король · b1 белая ладья | c6 чёрная пешка · g5 белый конь · a4 чёрный король · b4 белая пешка · h4 чёрная ладья · d3 белый король · b1 белая ладья | 1 |
|   | a | b | c | d | e | f | g | h |   |

1.Ке4 Кра3 2.Kd2! (2.Крс3? приводит после 2. … Лh3+ 3.Крс2 Лh2+ 4.Kd2 Лh3! или
3.Крс4 Лh4! к двум позиционным ничьим)
2. … Л:b4 3.Кс4+ Кра4 4.Ла1+ Крb5 (b3) 5.Ла5 (а3)X, или
1. … Лg4 2.Крс3! Л:е4 3.b5 Ле8 4.b6 Кра5 5.b7 Лb8
6.Крс4 (d4) Кра6 7.Крс5 Л:b7 8.Ла1X